# Campeonato Mundial de Ginástica Artística de 1934
O X Campeonato Mundial de Ginástica Artística transcorreu entre os dias 11 e 12 de junho de 1934, na cidade de Budapeste, Hungria.
Esta edição marcou a entrada da prova do salto nos Campeonatos Mundiais, nas disputas masculinas. Além, foi o primeiro Campeonato Mundial de Ginástica Artística com a presença das provas femininas.

## Eventos
- Equipes
- Individual geral
- Barras paralelas
- Barra fixa
- Argolas
- Cavalo com alças
- Solo
- Equipes
- Individual geral

## Medalhistas
Masculinos
| Evento           | Ouro | Prata | Bronze |
| Equipes          | Walter Bach · Hans Grieder · Hermann Hänggi · Eugen Mack · Georges Miez · Eduard Steinemann · Josef Walter · Melchior Wezel · Suíça · (788,200) | Jaroslav Baroch · Jan Gajdos · Alois Hudec · Jaroslav Kollinger · Emanuel Löffler · Jan Sládek · Ladislav Tikal · Jindrich Tintera · Tchecoslováquia · (772,900) | Franz Beckert · Konrad Frey · Kurt Krötzsch · Fritz Limburg · Herbert Lorenz · Heinz Sandrock · Walter Steffens · Ernst Winter · Alemanha · (769,550) |
| Individual geral | Eugene Mack · Suíça · (138,950) | Romeo Neri · Itália · (137,750) | Emanuel Löffler · Tchecoslováquia · (136,150) |
| Barra fixa       | Ernst Winter · Alemanha · (19,650) | Heinz Sandrock · Alemanha · George Miez · Suíça · (19,450) | nenhum |
| Cavalo com alças | Eugene Mack · Suíça · (19,150) | Edy Steinemann · Suíça · (18,900) | Jan Sládek · Tchecoslováquia · (18,750) |
| Barras paralelas | Eugene Mack · Suíça · (19,750) | Joseph Walter · Suíça · (19,250) | Walter Bach · Suíça · (19,200) |
| Argolas          | Alois Hudec · Tchecoslováquia · (19,450) | Eugene Mack · Suíça · (19,000) | Mathias Logelin · Luxemburgo · Jaroslav Kollinger · Tchecoslováquia · (18,900)                                                                        |
| Solo             | George Miez · Suíça · (18,950) | Eugene Mack · Suíça · (18,350) | Kurt Krötzsch · Alemanha · (18,250) |
| Salto            | Eugene Mack · Suíça · (20,000) | Edy Steinemann · Suíça · (19,400) | Roemo Neri · Itália · (19,200) |

Femininos
| Evento           | Ouro | Prata | Bronze |
| Equipes          | Maria Bajerová · Vlasta Dekanová · Vlasta Foltová · Eleonora Hajková · Vlasta Jarusková · Zdenka Vermirovská · Tchecoslováquia · (590,560) | Lenke Balkanyi · Judith Gamaufne-Toth · Anna Kael · Margit Kalocsai · Maria Munkacsi · Jenöne Varga · Hungria · (584,400) | Helena Dylevska · Irena Mikulska · Zofia Pavlovska · Erna Szymova · Klara Sieronska · Janina Skirlinska · Polónia · (479,480) |
| Individual geral | Vlasta Dakanová · Tchecoslováquia · (60,280)                                                                                               | Margit Kalocsy · Hungria · (59,580)                                                                                       | Janina Skyrlinska · Polónia · (58,650)                                                                                        |

## Quadro de medalhas
| Ordem | País           | Medalha de ouro | Medalha de prata | Medalha de bronze |    |
| ----- | -------------- | --------------- | ---------------- | ----------------- | -- |
| 1     | Suíça          | 6               | 6                | 1                 | 13 |
| 2     | Checoslováquia | 3               | 1                | 3                 | 7  |
| 3     | Alemanha       | 1               | 1                | 2                 | 4  |
| 4     | Hungria        |                 | 2                |                   | 2  |
| 5     | Itália         |                 | 1                | 1                 | 2  |
| 6     | Polónia        |                 |                  | 2                 | 2  |
| 7     | Luxemburgo     |                 |                  | 1                 | 1  |
| TOTAL | TOTAL          | 10              | 11               | 10                | 31 |